# Hezuo
| Tibetische Bezeichnung                   |
| ---------------------------------------- |
| Tibetische Schrift: གཙོས་གྲོང་ཁྱེར་           |
| Wylie-Transliteration: gtsos grong khyer |
| Offizielle Transkription der VRCh: Zoi   |
| THDL-Transkription: Tsö                  |
| Chinesische Bezeichnung                  |
| Vereinfacht: 合作市                      |
| Pinyin:Hézuò Shì                         |

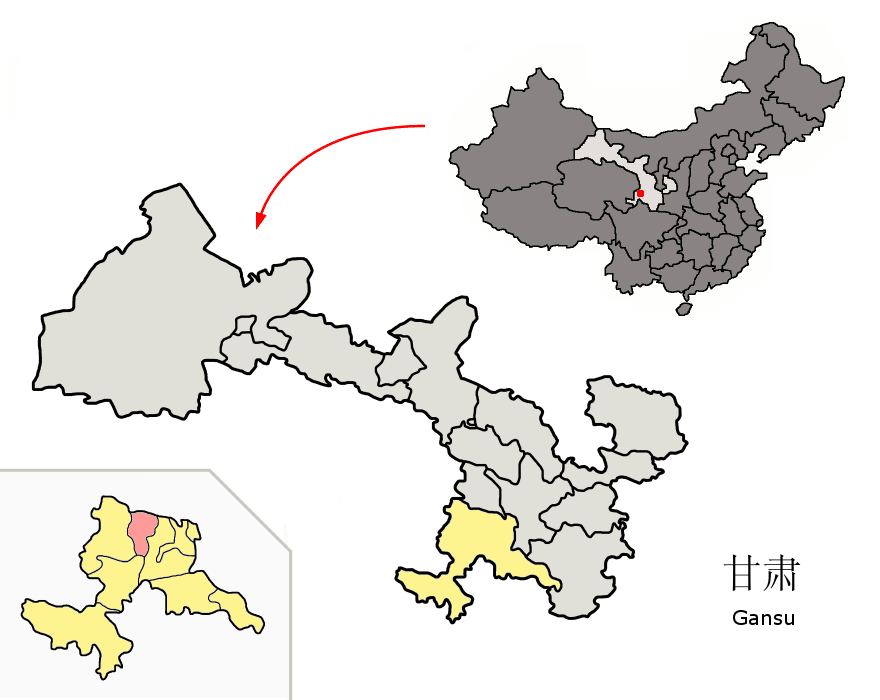
Lage der Stadt Hezuo (rosa) in der bezirksfreien Stadt Gannan (gelb)

Hezuo ist eine kreisfreie Stadt im Autonomen Bezirk Gannan der Tibeter im Südosten der chinesischen Provinz Gansu. Sie hat eine Fläche von 2.290 km² und zählt 95.500 Einwohner (Stand: Ende 2018). Sie ist Bezirkshauptstadt von Gannan.

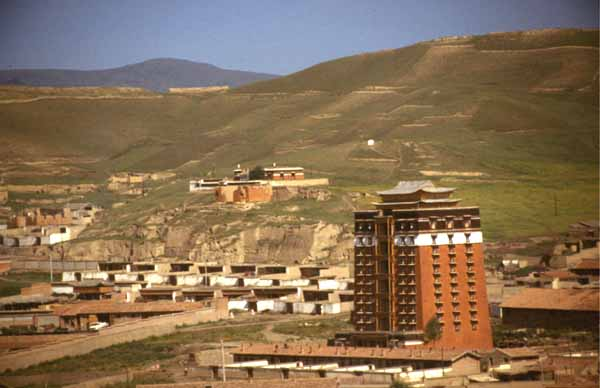
Guthog (Neunstöckige Turmhalle) des Tse-Ü-Klosters in Hezuo

## Administrative Gliederung
Auf Gemeindeebene setzt sich die kreisfreie Stadt aus vier Straßenvierteln und sechs Gemeinden zusammen. 

## Ethnische Gliederung der Bevölkerung (2000)
Beim Zensus im Jahr 2000 hatte Hezuo 76.027 Einwohner.
| Name des Volkes | Einwohner | Anteil  |
| --------------- | --------- | ------- |
| Tibeter         | 39.702    | 52,22 % |
| Han             | 26.057    | 34,27 % |
| Hui             | 9.623     | 12,66 % |
| Tu              | 196       | 0,26 %  |
| Dongxiang       | 134       | 0,18 %  |
| Manju           | 110       | 0,14 %  |
| Mongolen        | 47        | 0,06 %  |
| Salar           | 41        | 0,05 %  |
| Bonan           | 31        | 0,04 %  |
| Uiguren         | 13        | 0,02 %  |
| Zhuang          | 13        | 0,02 %  |
| Sonstige        | 60        | 0,08 %  |